# 列寧在1918
《列寧在1918》（俄语：Ленин в 1918 году）是一部1939年發行的蘇聯黑白電影，導演是米哈伊尔·罗姆，片长130分钟，故事发生在俄国十月革命之后的俄罗斯内战期间。

## 故事概要
世界上第一個社會主義國家——蘇維埃政權於1918年誕生，卻遭到英国、波兰、美国、日本等國的干涉。此時全國處於饑荒的關頭，粮食紧缺，全国人民遭受着饑餓的威脅。人民委員會主席列寧，領導全國人民堅忍奮鬥，从囤积粮食的富农手中强征粮食，使全國人民渡過難關。國內的反動勢力企圖在察里津刺杀斯大林，在彼得格勒刺杀乌里茨基（彼得格勒契卡主席，1918年8月30日遇刺），在莫斯科刺杀列宁和斯维尔德洛夫。打入敌人内部的马特维也夫将敌人准备行刺列宁的消息通知列寧的衛士瓦西里，但因布哈林故意给瓦西里指错路，以至于后者没有来得及赶去保卫列宁，列宁还是遇刺受伤。
电影结束时斯大林指挥着苏联红军击败白军，取得节节胜利。列宁和斯大林拥抱在一起，给前线发电报：

斯大林：伏罗希洛夫同志及察里津前线的红军指挥官们：把我们祖国的问候带给那些为了保卫工农政权而浴血战斗的革命军人们。要高举红旗，无畏地冲锋，无情地消灭敌人。

列宁：并且向全世界宣示社会主义革命是不可战胜的！

## 创作背景
电影创作时期斯大林掌权，所以电影中有很多为斯大林的政治路线服务的历史修正主义内容。在1930年代初，斯大林把国内大量的富农等富裕人士流放到西伯利亚，而电影中就有列宁斥责富农的情节。另外电影把斯大林的政敌布哈林描写成列宁遇刺的原因之一，电影中还有列宁批判布哈林的情节。还有俄罗斯内战时期红军的最高指挥官其实是斯大林的另一个政敌托洛茨基。
有一种说法说最後讓蘇聯渡過難關的並非俄國富農，而是高尔基等文化名人向美国呼吁来的大量的美援，總金額達7,800萬美元（購買力在今日超過100億），至少有一千萬以上的俄國人獲救。在电影中，高尔基的情节是向列宁呼吁对敌人仁慈，被列宁批评，之后在列宁遇刺的血的事实面前警醒。
斯大林死后，赫鲁晓夫在1956年苏共二十大上公开批判对斯大林的个人崇拜。随后，苏联政府将《列宁1918》、《列宁在十月》等政治宣传电影中斯大林的镜头剪除，并重新发行。但中国大陆发行的译制片是原版本，因而仍保留斯大林的镜头。

## 创作人员
苏联莫斯科电影制片厂出品。
- 导演：米哈伊尔·罗姆
- 编剧：塔西亚·兹拉托高罗伐（Таисия Златогорова）和阿列克谢·卡普勒

### 演员
| 演员                                        | 扮演角色                                 | 身份                           | 备注                                |
| 鲍里斯·史楚金                               | 弗拉基米尔·列宁                          |                                |                                     |
| 米哈伊尔·格洛瓦尼                           | 约瑟夫·斯大林                            |                                | 斯大林死后镜头被剪除                |
| 尼古拉·博戈柳博夫                           | 克利缅特·伏罗希洛夫                      |                                |                                     |
| 尼古拉·切尔卡索夫                           | 马克西姆·高尔基                          |                                |                                     |
| 瓦西里·马尔可夫                             | 费利克斯·捷尔任斯基                      |                                |                                     |
| 列昂尼德·柳巴舍夫斯基                       | 雅科夫·斯维尔德洛夫                      |                                |                                     |
| 卓娅·多宾娜 （Зоя Добина）                  | 娜杰日达·克鲁普斯卡娅                    |                                |                                     |
| 尼古拉·奥赫洛普科夫                         | 瓦西里 （Василий）                       | 列宁的卫士                     |                                     |
| 克拉夫季娅·科罗博娃 （Клавдия Коробова）    | 瓦西里的妻子                             |                                |                                     |
| 瓦西里·瓦宁                                 | 马特维也夫 （Матвеев）                   | 克里姆林宫长官                 |                                     |
| 叶莲娜·穆济尔                               | 叶夫多基娅·伊万诺娃 （Евдокия Ивановна） | 列宁的管家                     |                                     |
| 约瑟夫·托尔恰诺夫                           | 安德烈·费奥多罗维奇 （Андрей Фёдорович） | 主治医师                       |                                     |
| 亚历山大·霍赫洛夫                           | 医学教授                                 |                                |                                     |
| 德米特里·奥尔洛夫                           | 科罗博夫 （Коробов）                     | 农场工人                       |                                     |
| 谢拉菲姆·科济明斯基 （Серафим Козьминский） | 博比列夫 （Бобылёв）                     | 列宁的传令兵                   |                                     |
| 尼古拉·普洛特尼科夫                         | 坦波夫州的富农                           |                                |                                     |
| 尼古拉·斯沃博金                             | 鲁特科夫斯基 （Рутковский）              | 阴谋家                         |                                     |
| 维克托·特列季亚科夫 （Виктор Третьяков）    | 诺维科夫 （Новиков）                     | 阴谋家                         |                                     |
| 娜塔莉·叶夫龙                               | 范妮·卡普兰                              | 社会革命党成员，刺杀列宁的刺客 |                                     |
| 亚历山大·沙托夫                             | 康斯坦丁 （Константинов）                | 阴谋家首领                     |                                     |
| 弗拉基米尔·索洛维约夫                       | 辛佐夫 （Синцов）                        | 特务                           |                                     |
| 谢尔盖·安季莫洛夫                           | 波利亚科夫 （Поляков）                   |                                | 未出现在字幕中                      |
| 维克托·伊万诺维奇·库拉科夫                  | 尼古拉·布哈林                            |                                | 未出现在字幕中 斯大林死后镜头被剪除 |
| 罗斯季斯拉夫·普里亚特                       | 军事专家                                 |                                | 斯大林死后镜头被剪除                |
| 格奥尔基·博加托夫 （Георгий Богатов）       | 维亚切斯拉夫·莫洛托夫                    |                                |                                     |

### 汉语配音
中国中央电影局上海电影制片厂翻译片组译制。主要配音演员：
- 列宁—张伐
- 康斯坦丁—邱岳峰
- 斯大林—冯喆
- 瓦西里—李农
- 捷尔任斯基—孙道临
- 马特维耶夫—张雁
- 诺维科夫—胡庆汉
- 卡普兰—张同凝

## 在中国大陆的影响
由于这部电影以及莫·罗姆导演的另一部《列宁在十月》是文化大革命期间在中国大陆被允许放映的少数几部外国片之一，这部影片对中国经历过1970年代的人具有深刻的影响。
- 劇中反派人物在剧场密谋刺杀列宁时的背景芭蕾舞《天鹅湖》以及瓦西里夫妇的接吻戏在放映时曾被遮挡[4]。
- 劇中最有名的一句對白是瓦西里對饑腸轆轆的妻子說：“麵包會有的，牛奶會有的，一切都会有的。”这句话在中国大陆常被用于鼓励别人。
- 列宁在工厂演讲之后离厂，男刺客諾維科夫挡住身后的群众，假惺惺地说：“大家不要挤，让列宁同志先走！”，使得女刺客芬妮·卡普蘭有可乘之机。这句话在中国大陆常被用于在拥挤离场的时候开玩笑。
- 马特维也夫从敌人的会场楼上跳下，高喊“瓦西里！”，以至于一段时期一些人从高处跳下时都要喊“瓦西里！”[5]
- 苏联的特务安全机构契卡负责人捷尔任斯基在审问叛徒奇多尔夫时说：“看着我，看着我的眼晴。”这句话被人用于质疑别人时的发问。
- 一个官员向焦急等待列宁伤情消息的群众宣布：“列宁同志已经不咳嗽了，他已经不发烧了！”也是一句传播很广的台词。[6]

崔永元提到俄国使馆让他们不要做这部电影的专题，因为与真实历史不符。而早在2001年，崔永元所在的《实话实说》节目组将本片和《列宁在十月》在《东方时空》从新闻评论部独立一事的基础上重新编剧、剪辑、配音，并冠以《分家在十月》一名。这部时长18分钟的恶搞视频于中国中央电视台新闻评论部2001年2月的年会上内部播出，受时任评论部副主任陈虻邀请参加评论部年会的柴静也在该短片的触动下加入央视新闻评论部。事后，该片与1999年评论部基于电影《粮食》恶搞的短片《粮食》和2002年评论部年会《东方红时空》录像外流至互联网，成为一例網路爆紅。

## 外部連結
- 互联网电影数据库（IMDb）上《列寧在1918》的资料（英文）